# Minusio
Minusio är en ort och kommun vid sjön Lago Maggiore  i distriktet Locarno i kantonen Ticino, Schweiz. Kommunen har 7 365 invånare (2023).